# Урочище «Дуби» (пам'ятка природи)
Урочище «Дуби» — ботанічна пам'ятка природи місцевого значення. Урочище «Дуби» розташовано у Котелевському районі Полтавської області України. Охоронний статус надала Полтавська облрада Рішенням від 29.04.1993.

## Опис

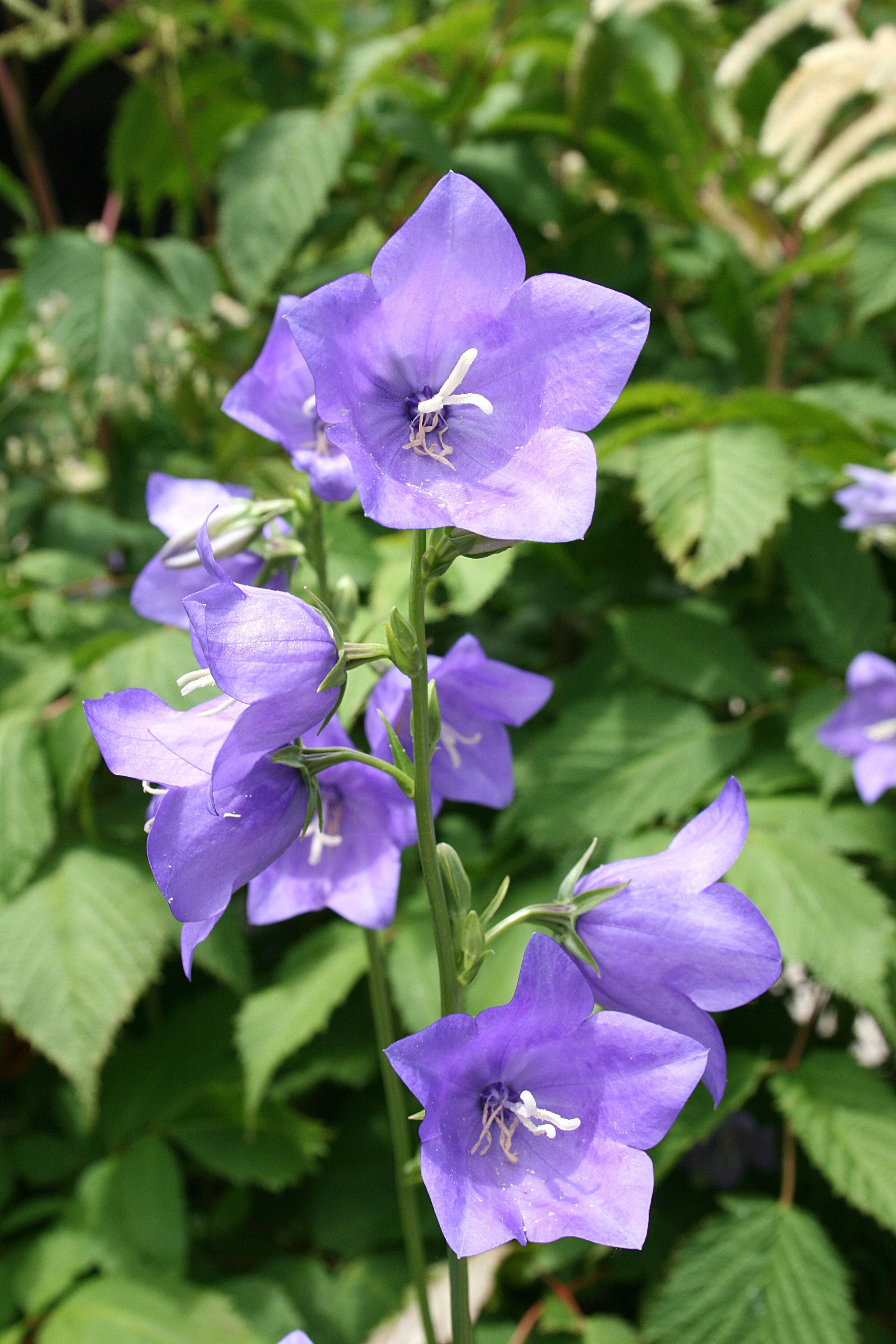
Дзвоники персиколисті

Урочище «Дуби» розташовано на північний схід від околиці села Більськ, в 500 м від кордону Полтавської області з Сумською. Воно знаходиться серед сільськогосподарських ділянок. Власником пам'ятки природи є Більська сільська рада. Площа урочища становить 1 га.
Пам'ятку природи створено для збереження залишків лісу з деревами дуба звичайного віком 150—200 років. На ділянці урочища розташована група дубів заввишки 20—25м, діаметром 0,8—1,2м. Флора представлена 200 видами. Під деревами сформувався суцільний трав'янистий покров з грястиці збірної, тонконога вузьколистого. Різнотрав'я складається з звіробою, вероніки дібровної, горлянки, деревію благородного, фіалки запашної, чебрецю Маршалла, материнки та подорожника. В урочищі "Дуби" існує рідкий підлісок з глоду та бруслини, свидини, терену. На регіональному рівні в урочищі «Дуби» охороняється один вид рослин, а саме дзвоники персиколисті. З рослин, які занесені до Червоної книги України, в урочище росте горицвіт весняний.
Голуб-синяк — птах, внесений до Червоної книги України, гніздиться в урочищі «Дуби», а до регіонального списку охорони видів з мешканців урочища входить богомол звичайний.
Ботанічна пам'ятка природи місцевого значення урочище «Дуби» має естетичне значення та виконує рекреаційну функцію.